# Depressaria deverrella
Depressaria deverrella is een vlinder uit de familie van de grasmineermotten (Elachistidae). De wetenschappelijke naam van de soort werd in 1916 gepubliceerd door Pierre Chrétien.
De soort komt voor in Europa.